# Trifolium simense
Espèce
Synonymes
- Trifolium simensis Fresen.[1]

Trifolium simense est une espèce de plantes à fleurs de la famille des Fabaceae présente en Afrique tropicale.